# Jaroslav Hrouda
Jaroslav Hrouda (* 16. prosince 1969 Děčín) je český politik a manažer, v letech 2018 až 2020 primátor města Děčín, člen hnutí ANO 2011.

## Život
Živí se jako osoba samostatně výdělečně činná (OSVČ), působí jako předseda spolku Děčínští patrioti (spolek spoluzakládal). Od roku 1997 se pohybuje ve vyšším managementu různých společností, např. od roku 2012 je jednatelem a společníkem v konzultační a marketingové agentuře "Good Times".
Jaroslav Hrouda žije ve městě Děčín, konkrétně v části Letná.

## Politická kariéra
Je členem hnutí ANO 2011. V komunálních volbách v roce 2018 byl zvolen zastupitelem města Děčín, když vedl tamní kandidátku hnutí ANO 2011. Vítězné hnutí ANO 2011 následně vytvořilo koalici se třetím uskupením "Náš Děčín" (tj. hnutí PRO Zdraví a strana Starostové) a osmou ČSSD. Hrouda pak byl dne 5. listopadu 2018 zvolen novým primátorem města Děčín. Nahradil stranickou kolegyni Marii Blažkovou, která již nekandidovala. Na zasedání zastupitelstva 25. června 2020 bylo odvoláno pět radních včetně primátora Hroudy, který skončil ve funkci a byl pověřen řízením města. Další čtyři radní následně odstoupili. Rozpadla se tak koalice ANO, ČSSD a hnutí Náš Děčín, jež disponovala těsnou většinou 14 z 27 mandátů. Post pověřeného primátora zastával až do listopadu 2020, kdy byl novým primátorem zvolen Jiří Anděl z hnutí ANO 2011.
V krajských volbách v roce 2016 kandidoval za hnutí ANO 2011 do Zastupitelstva Ústeckého kraje, ale neuspěl. Stejně tak nebyl zvolen ani ve volbách do Poslanecké sněmovny PČR v roce 2017, kde kandidoval za hnutí ANO 2011 v Ústeckém kraji.
V komunálních volbách v roce 2022 již nekandidoval.

## Kontroverze
Záhy po svém zvolení opatřil nové služební vozidlo značky Škoda Superb Laurin & Klement (,které bylo pořízeno bez výběrového řízení) registrační značkou "PRIMATOR". Jaroslav Hrouda se k tomuto kroku vyjádřil: "Lidé by svého primátora měli znát, měli by mít možnost se s ním pobavit, zastavit ho třeba na ulici, až ta značka vejde ve známost, lidé budou vědět, že toto je primátor a toho můžeme oslovovat,". Registrační značka na jeho osobním vozidle Ford Mustang GT je pak "The BEA5T" - the beast, jeho SUV nese jméno "MONSTER".   Za tento krok sklidil celorepublikovou kritiku.